# 發條宇宙

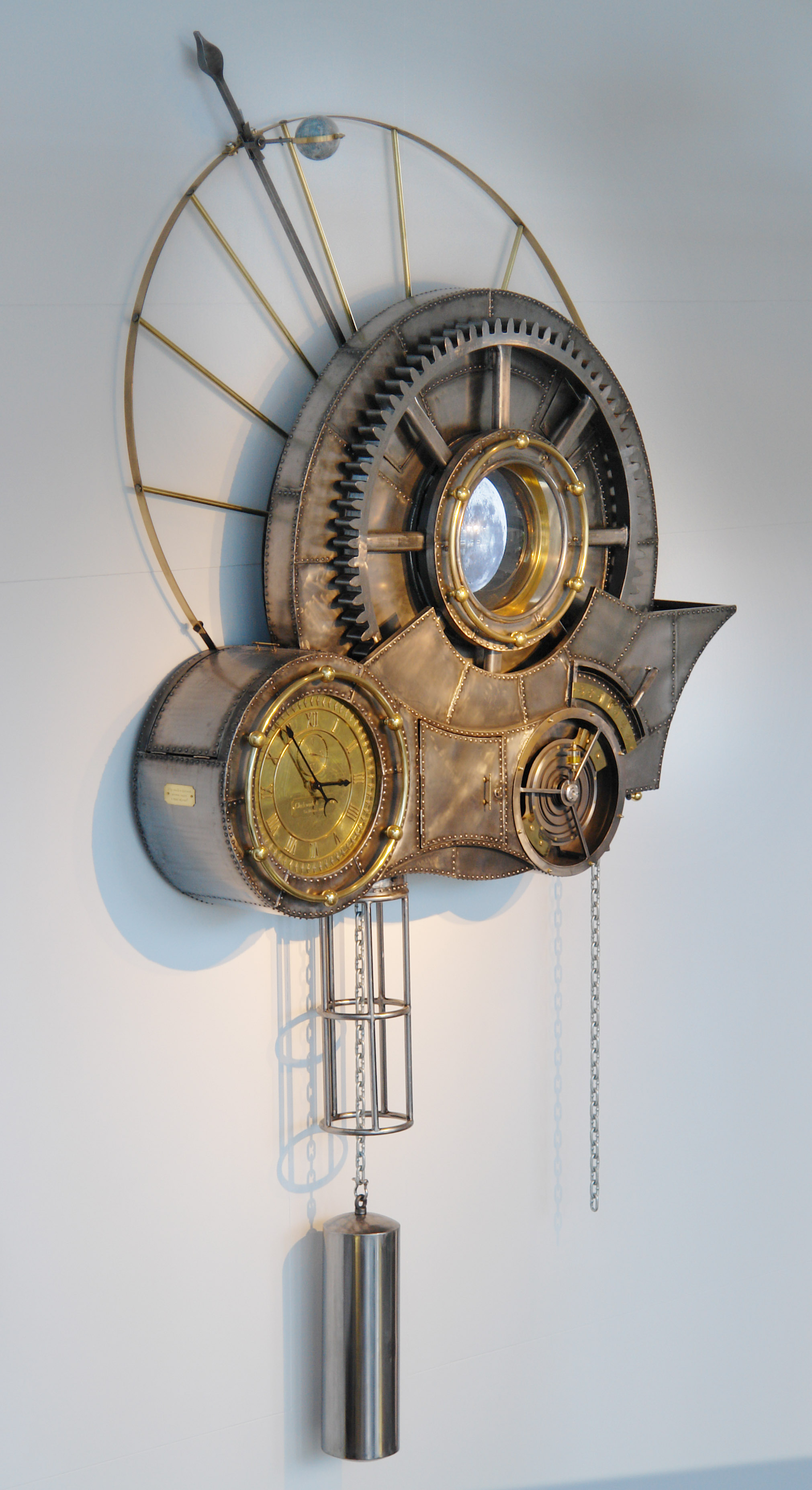
蒂姆·韦瑟瑞尔（Tim Wetherell）為澳大利亚堪培拉的國家科學技術中心製作的《发条宇宙》雕塑（2009）

在科学史上，发条宇宙把宇宙比喻作机械钟。它是一台完美的机器，一直运转。其機器受物理定律控制，从而使机器在各个方面都可预测的。

## 历史
这个观点在启蒙時代中受到自然神論者广泛欢迎，当艾萨克牛顿提出牛頓运动定律時，证明除了万有引力外，它们還可以预测物理運動和太阳系的運作。
在13世紀早期，天文學家約翰尼斯·德·薩克羅博斯科提出了《论世界》。約翰尼斯·德·薩克羅博斯科認為宇宙就如世界的机器，因此，耶稣被钉十字架上時日蚀的出現就是对机器秩序的干扰，这段論說在中世纪時得到廣泛流行。 
這理论的主要支持者戈特弗里德·莱布尼兹對此做出了回应，他在莱布尼兹-克拉克的書信中写道：
“世界是一个伟大的机器概念，即使没有上帝的介入仍可继续进行，因为时钟在没有钟表匠的协助下仍可继续运转。這是唯物主义和命运的概念，并且趋向于把天意和上帝的政府排除在现实世界之外。” 
2009年，艺术家蒂姆·韦瑟雷尔（Tim Wetherell）为国家科学技术中心创作了一块大型壁画，這代表了发条宇宙的概念。这张钢制艺术品包含活动齿轮、工作时钟和晨昏圈的展示。

## 參看
- 天文學
- 宇宙

## 延伸阅读
- E. J. Dijksterhuis (1961) The Mechanization of the World Picture, Oxford University Press
- Dolnick, Edward (2011) The Clockwork Universe: Isaac Newton, the Royal Society, and the Birth of the Modern World, Harper Collins.
- David Brewster (1850) "A Short Scheme of the True Religion", manuscript quoted in Memoirs of the Life, Writings and Discoveries of Sir Isaac Newton, cited in Dolnick, page 65.
- Webb, R.K. ed. Knud Haakonssen (1996) "The Emergence of Rational Dissent." Enlightenment and Religion: Rational Dissent in Eighteenth-Century Britain, Cambridge University Press page 19.
- Westfall, Richard S. Science and Religion in Seventeenth-Century England. p. 201.
- Riskins, Jessica (2016) The Restless Clock: A History of the Centuries-Long Argument over What Makes Living Things Tick, University of Chicago Press.